# Tukspush
Tukspush (Dock-Spus, Dock-spus, John Day, John Day Indijanci), jedna od skupina ili plemena Tenino Indijanaca, porodica Shahaptian, koja po svome lokalitetu na rijeci John Day, nosi ime John Day. U vremenima prije rezervatskog života John Day su kao i ostali Tenino živjeli polunomadskim životom sa sezonskim migracijama za određenim prirodnim prehrambenim resursima. Ovi Indijanci prilagođeni životu plemena s Platoa nisu imali poljoprivrede, pa se živjelo od ribolova, sakupljanja i kopanja korijenja i lova[nedostaje izvor]. 
John Day Indijanci imali su nekoliko ribarskih ljetnih sela duž John Daya, koja su napuštali u vrijeme odlaska zbog lova i sakupljanja u područje gorja Cascade. Tijelom jeseni putovali su prema istoku radi trgovine s lokalnim bandama Indijanaca Umatilla. Danas žive na rezervatu Warm Springs u Oregonu gdje su smješteni 1855.